# Андрокл (царь Аматуса)
Андрокл (др.-греч. Ἄνδροκλος) — царь кипрского города Аматуса в IV веке до н. э.

## Биография
После битвы при Иссе, произошедшей в 333 году до н. э., кипрские цари, бывшие ранее вассалами империи Ахеменидов, впечатлённые успехами победоносной армии, перешли на сторону македонского царя. Александр, по свидетельству Арриана, «отпустил им всем прошлое, потому что они соединили свой флот с персидским больше по необходимости, чем по собственному решению», и островные царства не были упразднены. В 332 году до н. э., после начала осады Тира, к македонянам на помощь прибыли сто двадцать кипрских кораблей.
При разделе в Вавилоне в 321 году до н. э. Кипр не вошёл в число распределяемых территорий. Во время первой войны диадохов в 321 году до н. э. Андрокл поддержал наместника Египта Птолемея в его борьбе против Пердикки. Вместе с Никокреоном из Саламина, Пасикратом из Солы и Никоклом из Пафоса Андрокл принял участие в осаде не поддержавшего их города Мариона. В помощь осаждённым Пердиккою было отправлено подкрепление. После гибели регента Азии в Египте Антипатр направил против пердикканцев флот под командованием Клита. Но, даже объединившись с Клитом, цари — союзники не сумели захватить Марион.
В период борьбы Птолемея с Антигоном Андрокл выступил на стороне последнего вместе с Стасиойком из Мариона, Праксиппом из Лапитоса, Пигмалионом из Китиона и правителем Кирении. Так как Кипр имел первостепенное значение для Птолемея в качестве базы для осуществления операций в Эгеиде и районе Восточного Средиземноморья, то Птолемей направил против противостоящих ему кипрских царей большой флот и наёмников. Андрокл был вынужден признать власть египетского правителя.